# بالستان (أرومية)
بالستان هي قرية في مقاطعة أرومية، إيران. يقدر عدد سكانها بـ 730 نسمة بحسب إحصاء 2016.